# وانا کستر
وانا کستر (به لاتین: Vana-Kastre) یک روستا در استونی است که در دهستان ماکسا واقع شده‌است.